# Monumento ai caduti (Grosseto)
Il monumento ai caduti per la patria è un monumento situato sul bastione Rimembranza delle mura di Grosseto, e costituisce il monumento in memoria dei caduti di tutte le guerre della città di Grosseto.

## Storia
Il monumento venne progettato alla fine del XIX secolo dagli ingegneri Ippolito e Giuseppe Luciani, per onorare i caduti delle battaglie del Risorgimento, e venne realizzato dalla ditta Battelli di Pietrasanta. La pietra per realizzare l'obelisco fu donata dal sindaco Carlo Ponticelli e la sua consorte Maria Annunziata, proprietari di una cava a Roselle. Il monumento fu inaugurato l'11 giugno 1896 al centro di piazza Umberto I, nuovo spazio urbano nato nel sobborgo appena sorto fuori dalle mura, a nord di Porta Nuova.
Il 4 novembre 1921, in occasione del terzo anniversario dell'armistizio, venne apposta la targa «IGNOTO MILITI» con la dedicazione anche ai caduti della Grande guerra. Sulla punta dell'obelisco furono poi aggiunte l'aquila imperiale con le ali spiegate e una corona d'alloro, entrambe in bronzo.
Il monumento rimase collocato al centro della piazza fino al 30 aprile 1930, quando ebbero inizio i lavori per il suo smantellamento in occasione della visita di Benito Mussolini a Grosseto; ciò è documentato dai diari dell'ex sindaco Giovanni Pizzetti, che scrive come «le esigenze dell'aumentato transito per quella piazza ha reso necessario che fosse levato». La motivazione principale era però da ricondurre alla resa di un effetto maggiormente scenografico della piazza in previsione del discorso del Duce dal prospiciente neo-costruito Palazzo del Governo. Pizzetti sarà piuttosto critico di questa scelta, così come della scelta di rimuovere anche i due busti di Giuseppe Garibaldi e Felice Cavallotti.
(Giovanni Pizzetti, 3 maggio 1930)
L'8 maggio 1930 la base del monumento fu fatta saltare con la dinamite e l'obelisco rimosso per essere riposto nei magazzini comunali. Entro il 1933, tuttavia, l'obelisco venne collocato nel nuovo parco della Rimembranza, realizzato in memoria dei caduti della Grande guerra sul bastione delle mura e inaugurato da Galeazzo Ciano il 6 novembre 1927. Il bastione, che ospitava il busto di Garibaldi – che fu trasferito – ed era per questo conosciuto come "bastione Garibaldi", prese così la denominazione di bastione Rimembranza. Nel 1943 vennero rimosse le decorazioni e le targhe in bronzo, requisite per la costruzione degli armamenti da impiegare in guerra.
Nel secondo dopoguerra il monumento fu dedicato alla memoria dei caduti del secondo conflitto mondiale, comprese le vittime civili dei bombardamenti aerei del 1943. Nel 1962 vennero così affisse quattro nuove targhe in bronzo, realizzate dallo scultore Tolomeo Faccendi. Restaurato nel 2006, a causa di vandalismi è stato necessario un nuovo intervento nel corso del 2009.

## Descrizione
Il monumento è situato al centro del parco della Rimembranza, all'interno del quale svetta tra i vicini alberi piantati in otto aiuole concentriche nel 1927.
L'opera poggia su una gradinata in pietra di forma quadrangolare, dove sono collocate quattro sculture di leoni, ciascuna delle quali posizionata a un angolo differente; due leoni hanno la testa sollevata, e gli altri due invece poggiano la testa sulle zampe, repliche del noto "leone che veglia" del monumento funerario di Clemente XIII, opera del Canova. I quattro leoni delimitano l'area su cui si articola il grosso basamento in marmo, anch'esso a sezione quadrangolare, caratterizzato dalla presenza di timpani triangolari alla sommità di ciascuna delle quattro pareti.
Sopra il basamento si eleva un obelisco alto 12 metri che svetta verso il cielo con una stella repubblicana in bronzo collocata alla sua sommità.